# Monasterolo del Castello
Monasterolo del Castello là một đô thị ở tỉnh Bergamo trong vùng Lombardia của nước Ý, có vị trí cách khoảng 70 km về phía đông bắc của Milano và khoảng 20 km về phía đông bắc của Bergamo. Tại thời điểm ngày 31 tháng 12 năm 2004, đô thị này có dân số 1.023 người và diện tích là 8,5 km².
Monasterolo del Castello giáp các đô thị: Adrara San Martino, Adrara San Rocco, Casazza, Endine Gaiano, Fonteno, Grone, Ranzanico, Spinone al Lago.